# Mariano Pinedo
Mariano Pinedo (Buenos Aires, 31 de agosto de 1969) es un abogado y político argentino, perteneciente al Frente de Todos (FdT), exdiputado de la provincia de Buenos Aires (2015 - 2019) por la segunda sección electoral, actualmente se desempeña en Asuntos Legislativos del Ministerio de Justicia y Derechos Humanos de la provincia.

## Biografía

### Comienzos
Es chozno de Cornelio Saavedra, tataranieto del general Agustín Pinedo, ministro de Guerra y Marina de Juan Manuel de Rosas entre 1835 y 1852, bisnieto de Federico Pinedo, quien fuera intendente de Buenos Aires a finales del siglo XIX, nieto del economista Federico Pinedo, que se desempeñó como ministro de Hacienda en el gobierno de Agustín P. Justo, Roberto Ortiz y en el gobierno de José María Guido, hijo de Enrique Pinedo, diputado provincial de Buenos Aires entre 1960 y 1962, y hermano del exsenador nacional Federico Pinedo (PRO).
Se recibió de abogado en 1996 de la Pontificia Universidad Católica Argentina.
Se casó con Pilar González Fernández con quien tuvo 3 hijos.
Su comienzo político se desarrolló en la Ciudad Autónoma de Buenos Aires, con un grupo de militantes de perfil universitario con interés en lo público.
Integró la Agrupación San Martín que la conformaban militantes de distintas provincias, para luego fundar el Grupo Horizonte Federal, en la que desarrollaron su actividad en la unidad básica Evita Capitana ubicada en el barrio de la Recoleta.

### Función pública
En 2009 la presidenta Dra. Cristina Fernández de Kirchner lo nombró para ocupar la Subsecretaría de Ejecución Operativa de la Jefatura de Gabinete de la Nación, cargo que ocupó hasta diciembre del 2012.
Ese mismo fin de año el Intendente Municipal de San Antonio de Areco, Francisco “Paco” Durañona, lo nombró Secretario de la Industrialización de la Ruralidad con el propósito de realizar un fuerte cambio en el sector para implementar la denominada política de arraigo. 
Luego del triunfo electoral del Frente para la Victoria en el ámbito local, el 10 de diciembre del 2015, asume como Concejal en el que es nombrado Presidente de Bloque.
En el año 2017, como presidente de bloque, fue uno de los impulsores de la ordenanza municipal que prohibió la fumigación aérea a unos 2000 metros de la zona urbana, tras un relevamiento realizado por médicos de la Universidad de Rosario del cual se desprende un preocupante crecimiento de enfermedades oncológicas y respiratorias, muy probablemente a causa de la exposición a agroquímicos.

En una entrevista dando cuenta de la situación preocupante que había generado la utilización de agroquímicos, Mariano indicaba lo siguiente: 
"Desde el 2014 que se aprobó la ordenanza, trabajamos en la prohibición. Se comprobó la relación con enfermedades oncológicas y hay análisis médicos. El último Censo Sanitario nos alertó muchísimo"
En las elecciones legislativa del 2017 se presenta como candidato a diputado provincial, por la segunda sección electoral, por el partido Unidad Ciudadana, el cual asume el cargo el 10 de diciembre del mismo año.
En la cámara baja provincial denunció al Ministerio de Desarrollo Social por la suspensión de un convenio de subvención entre ese ministerio y 3 jardines de infantes de la localidad de San Antonio de Areco, en el que ponía en riesgo la nutrición diaria de los niños.

Se opuso al proyecto impulsado por la Secretaría de Deportes de la Nación que permitía a los clubes de barrio convertirse en Sociedades Anónimas, en el cual proponía lo siguiente:
"Es urgente definir una política deportiva que tenga como eje la promoción integral de la persona"